# Conophyma boldyrevi
Conophyma boldyrevi is een rechtvleugelig insect uit de familie Dericorythidae. De wetenschappelijke naam van deze soort is voor het eerst geldig gepubliceerd in 1948 door Bey-Bienko.